# شونيتشى كوماني
شونيتشى كوماني (باليابانية: 熊井 俊一)، هو لاعب كرة قدم ياباني سابق كان يلعب كحارس مرمى. سبق له أن لعب مع منتخب اليابان.

## وصلات خارجية
- شونيتشى كوماني على موقع ناشيونال فوتبول تيمز (الإنجليزية)

- National Football Teams
- Japan National Football Team Database